# سعيد أجمل
سعيد أجمل (14 أكتوبر 1977 في باكستان - ) (بالإنجليزية: Saeed Admal)‏ هو لاعب كريكت أسترالي. شارك مع منتخب باكستان للكريكت. أما مع النوادي، فقد لعب مع Zarai Taraqiati Bank Limited cricket team ‏ وAdelaide Strikers ‏ وDhaka Capitals ‏ وFaisalabad cricket team ‏.

## وصلات خارجية
- سعيد أجمل على موقع إي آس بي آن كريك إنفو (الإنجليزية)
- سعيد أجمل على موقع ويزدن الهند (الإنجليزية)